# Lo Mostier dau Buçon
Mostier Roselha (en francès Moutier-Rozeille) és una comuna (municipi) de França, a la regió de la Nova Aquitània, departament de la Cruesa.
La seva població al cens de 1999 era de 435 habitants. Està integrada a la Communauté de communes d'Aubusson-Felletin.

## Demografia
| 1968 | 1975 | 1982 | 1990 | 1999 |
| ---- | ---- | ---- | ---- | ---- |
| 507  | 493  | 475  | 446  | 435  |

## Administració
| Període   | Identitat         | Partit |
| --------- | ----------------- | ------ |
| 2001-2008 | Lionel Chemin     |        |
| 2008-     | Jean-Paul Burjade |        |